# Unique Leader Records
Unique Leader Records es un sello discográfico (originalmente llamado Unique Leader Entertainment L.L.C.) fundado por los miembros de Deeds of Flesh Frlicka y V. Bujnak, el cual opera en Los Osos, California. El sello se especializa en bandas de death metal, en su mayoría aquellas orientadas hasta el brutal death o technical death. ULR ganó reputación como un sólido distribuidor.

## Catálogo

### Actual
- Arkaik
- Arsebreed
- Beheaded
- Beneath
- Carnophage
- Condemned
- Dawn of Azazel
- Dawn of Demise
- Deeds of Flesh
- Deivos
- Deprecated
- Devilyn
- Disgorge
- Distant
- Dominion
- Euphoric Defilement
- Execration
- Fallujah
- Flesh Consumed
- Halo of Gunfire
- Hideous Divinity
- Hour of Penance
- Immersed
- Infected Disarray
- Inherit Disease
- Internal Suffering
- Inveracity
- Katalepsy
- Lecherous Nocturne
- Mental Cruelty
- Mortal Decay
- Odious Sanction
- Pyrexia
- Retaliation
- Rings of Saturn
- Serial Butcher
- Sarcolytic
- The Kennedy Veil
- The Ordher
- Unmerciful
- Vomit the Soul
- Vomit Remnants

### Former
- Aeon
- Agiel
- Brutus
- Decrepit Birth
- Disavowed
- Exmortem
- Gorgasm
- Necronomicon
- Odious Mortem
- Pillory
- Psycroptic
- Pyaemia
- Severed Savior
- Spawn of Possession
- Trauma
- Vile